# Amund Helland
Amund Theodor Helland 11. oktober 1846 i Bergen – 15. november 1918) var en norsk geolog og statistisk-topografisk forfatter.
Helland blev student 1864 og mineralogisk
Kandidat 1868. Aaret i Forvejen var han
blevet Amanuensis ved det metallurgiske
Laboratorium, og 1874 blev han Universitetsstipendiat
i Geologi. Efter Prof. Sexe’s Afgang 1879
foredrog han Bjergbygning ved Univ., ved hvilket
han 1885 blev ekstraordinær Prof. i
Bjergbygning og Geologi. Fra 1870 berejste han i
videnskabelige Øjemed omtrent hele Europa fra
Nordkap til Grækenland, Spanien og
Nordafrika og gennemforskede desuden store
Strækninger af Grønland (1875), Orknø, Shetlands-
og Færøerne (1879, i Følge med James Geikie),
Island (1881), foruden sit Fødeland paa Kryds
og tværs. Hans Iagttagelser og Studier havde
i de første Aar navnlig de norske Kobber- og
Svovlkisgruber til Undersøgelsesformaal
(»Ertsforekomster i Søndhordland og paa Karmøen«
[1871], »Forekomster af Kise i visse Skifere i
Norge« [Univ.-Program 1873]); senere vendte
han sig til Udforskningen af Fjordenes og
Indsøernes Dannelse, Brædannelsen, Glacialtiden
og Vandreblokkenes Udbredelse over
Nordeuropa. H. staar i sin geol. Opfattelse de skotske
Geologer af Ramsay’s Skole nærmest. For de
norske Geologer stod tidligere Fjordene,
Dalene og Indsøerne som Sprækker; H. ser i disse
Erosionsarbejder først ved Vand, saa ved
Isbræer; de løse Aflejringer paa den
nordeuropæiske Slette og paa Nordsøens Bund er efter
hans Opfattelse den Detritus, som fremkom ved
Fjordenes Dannelse. Som Mineralog har han
bl.a. særlig studeret isl. Bjergarter og har
bl a. paavist Dybbjergarters (Gabbro’s)
Forekomst paa Island. Som praktisk Bjergmand
har han udg. en Fremstilling af »Kongsbergs
Sølvværks Drift før og nu« (1885), hvori han
tog Ordet for en Udvidelse af Driften, hvad
der resulterede i, at han blev Medlem af
Kommissionen til Udarbejdelse af en Plan for
Værkets fremtidige Drift. To store Hovedværker i
Bjergvæsen foreligger fra hans Haand, nemlig
Haandbog i Grubedrift (3 bind, 1887) og
Norsk Bergret med Udsigt over andre Landes Bergværkslovgivning (1892), den første samlede
Fremstilling paa Norsk af denne indviklede
Retsmaterie. I de seneste Aar stillede han
sin overordentlige Arbejdskraft til Tjeneste for
Geologiens Anvendelse i Jordbruget og
Industrien ved at give udtømmende Fremstillinger
af Jordbunden i Norge (1892), Tagskifer, heller og veksten (1893), Jordbunden i Jarlsberg og Larviks Amt (1894), Jordbunden i Romsdals Amt (2 bind, 1896), »Lofoten og
Vesteraalen« (1897), alle udgivne af Norges geologiske
Undersøgelse. Af hans statistiske Arbejder kan
fremhæves hans Beregninger af de norske
Skoves Nedslagsdistrikter og Elvenes Vandføring.
Siden 1896 forestod han Udgivelsen og
Redaktionen af det store Værk »Norges Land og
Folk«. Af hans populære Arbejder kan
nævnes Om Jordklodens Bygning (1878).